# Sinthusa nasaka
Sinthusa nasaka är en fjärilsart som beskrevs av Thomas Horsfield 1829. Sinthusa nasaka ingår i släktet Sinthusa och familjen juvelvingar. Inga underarter finns listade i Catalogue of Life.

## Bildgalleri

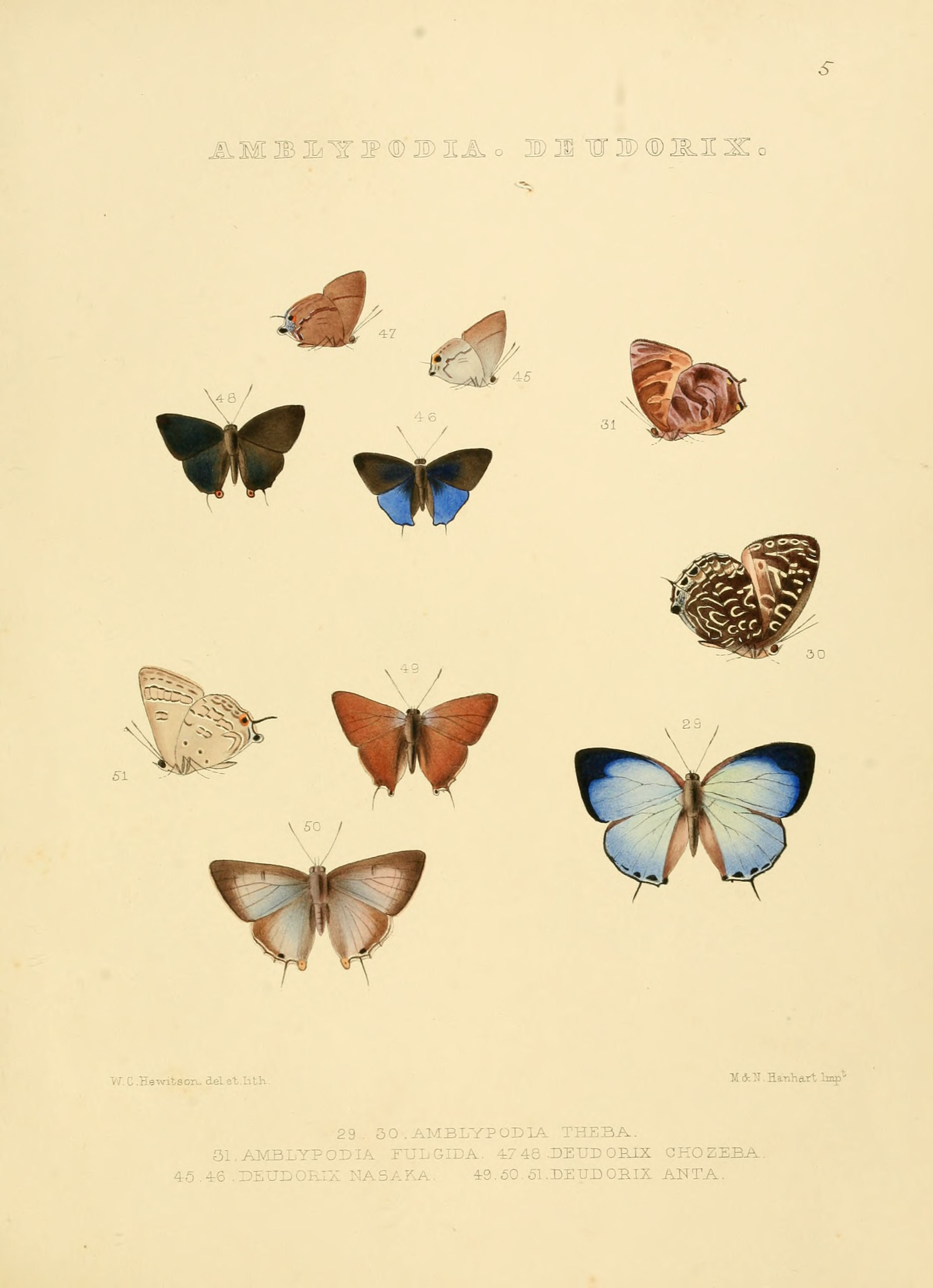
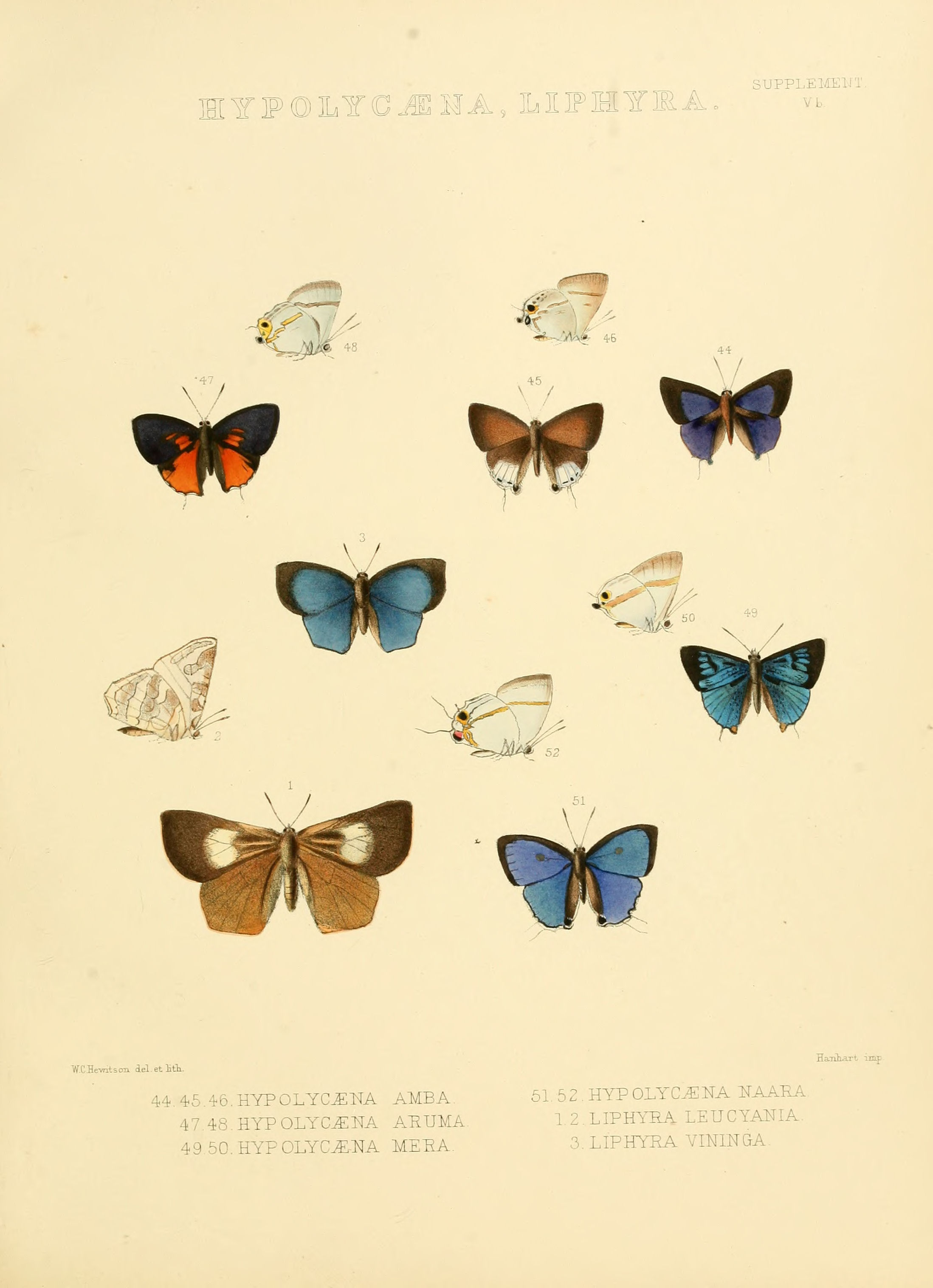
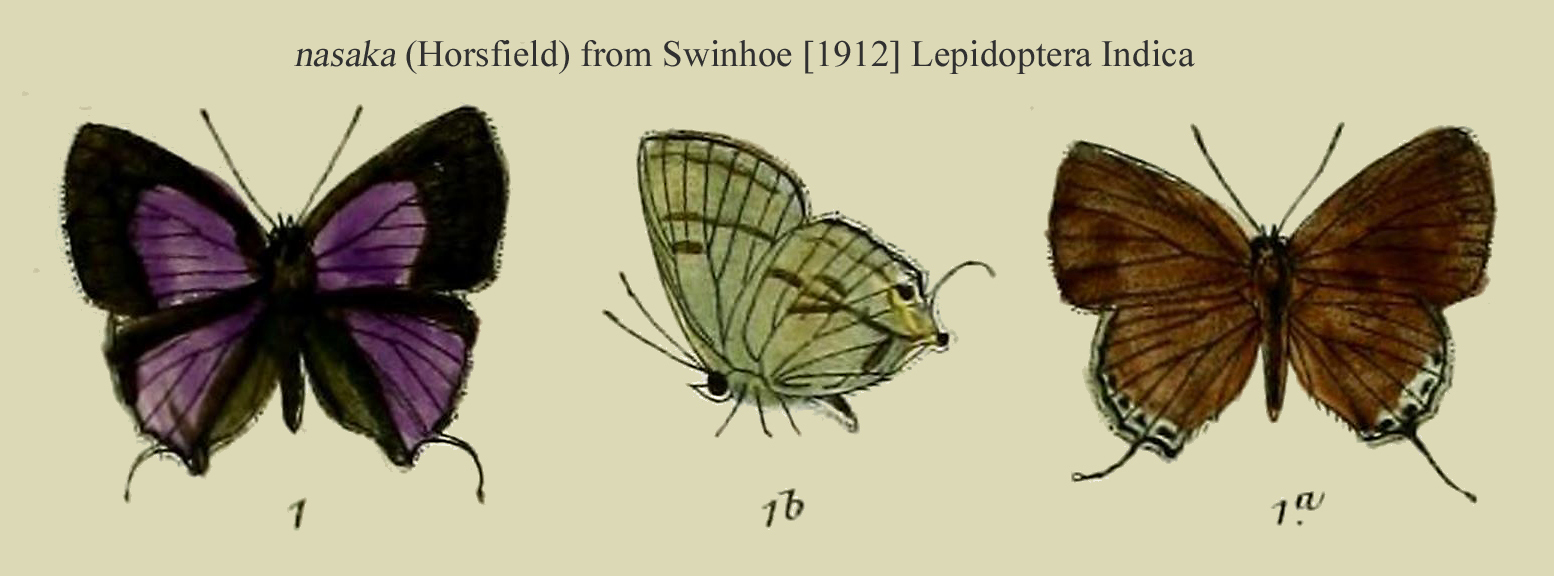
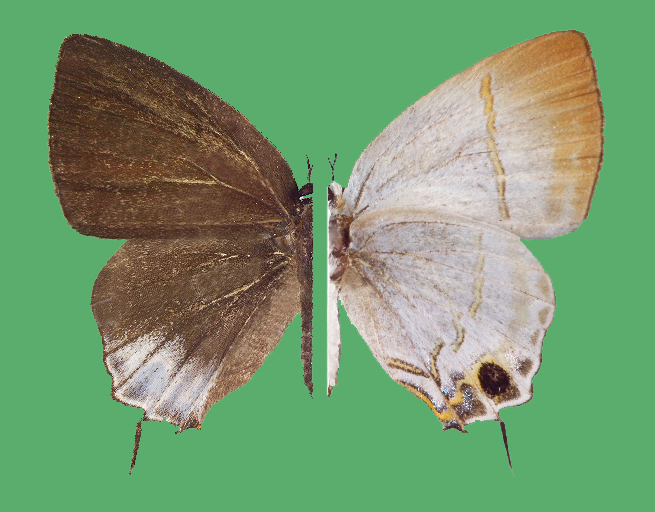
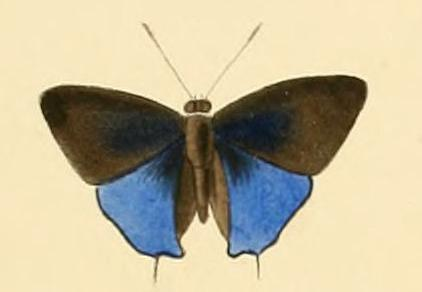
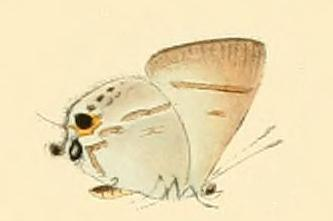